# 八王子市立椚田小学校
八王子市立椚田小学校（はちおうじしりつ くぬぎだしょうがっこう）は、東京都八王子市にある公立小学校。

## 沿革
- 1978年（昭和53年）4月 - 横山第一小学校を母体として八王子市立椚田小学校　開校
- 2003年（平成15年）8月 - 校舎耐震工事　完了
- 2013年（平成25年）8月 - 体育館耐震化工事　完了
- 2015年（平成27年）3月 - 椚田学童所新築工事完了

## 進学先中学校
- 八王子市立椚田中学校

## 交通アクセス
- バス
  - 京王高尾線めじろ台駅より京王バス「和田経由八王子駅南口」行 または「ゆりのき台」行に乗車。「東京高専前」停留所下車　徒歩5分
  - JR中央線八王子駅（南口）より「和田経由めじろ台」行きに乗車。「東京高専前」停留所下車　徒歩1分
- 徒歩
  - めじろ台駅下車、徒歩15分
  - 狭間駅下車、徒歩10分